# Haukilahti
Haukilahti (en suédois : Gäddvik) est un quartier de la ville d'Espoo en Finlande.

## Géographie
Haukilahti a une superficie de 3,2 kilomètres carrés.
Le quartier est bordé à l'ouest par Matinkylä, à l'est par Westend et au nord par Niittykumpu.
Les autres quartiers voisins sont Olari et  Tapiola.
Au sud de celle-ci s'ouvre l'étendue marine Miessaarenselkä, qui fait partie du golfe de Finlande, et qui tire son nom de Miessaari, qui est située a son sud.
La rivière Gräsanoja , coulant à la frontière de Haukilahti et Matinkylä, se jette dans le bassin portuaire de Haukilahti.

## Démographie
Haukilahti compte 5 710 habitants (31.12.2018).

## Politique et administration

### Élections législatives finlandaises de 2019
Les résultats des élections législatives finlandaises de 2019 sont pour Haukilahti
|               | Parti social-démocrate de Finlande (SDP) | 170   | 6,0  |  |  |  |
|               | Vrais Finlandais (PS)                    | 192   | 6,7  |  |  |  |
|               | Parti de la coalition nationale (Kok)    | 1278  | 44,8 |  |  |  |
|               | Parti du centre (Kesk)                   | 61    | 2,1  |  |  |  |
|               | Ligue verte (Vihr)                       | 376   | 13,2 |  |  |  |
|               | Alliance de gauche (Vas)                 | 54    | 1,9  |  |  |  |
|               | Chrétiens-démocrates (KD)                | 51    | 1,8  |  |  |  |
|               | Parti populaire suédois                  | 481   | 16,9 |  |  |  |
|               | Parti libéral                            | 10    | 0,4  |  |  |  |
|               | Parti pirate                             | 14    | 0,5  |  |  |  |
|               | Réforme bleue (SIN)                      | 44    | 1,5  |  |  |  |
|               | Mouvement maintenant                     | 97    | 3,4  |  |  |  |
|               |                                          |       |      |  |  |  |
| Votes rejetés | Votes rejetés                            | 9     | 0,3  |  |  |  |
| Total         | Total                                    | 2 861 | 100  |  |  |  |

## Services

### Éducation
Il y avait deux écoles primaires à Haukilahti, l'école Toppelund, qui a commencé ses activités en 1985, et l'école d'Haukilahti.
Le lycée d'Haukilahti qui était dans le même bâtiment que l'école d'Haukilahti, a déménagé sur le campus de l'Université Aalto à Otaniemi à partir de l'automne 2016 en conservant son nom.
L'école d'Haukilahti a également quitté le bâtiment en août 2017.

### Commerces

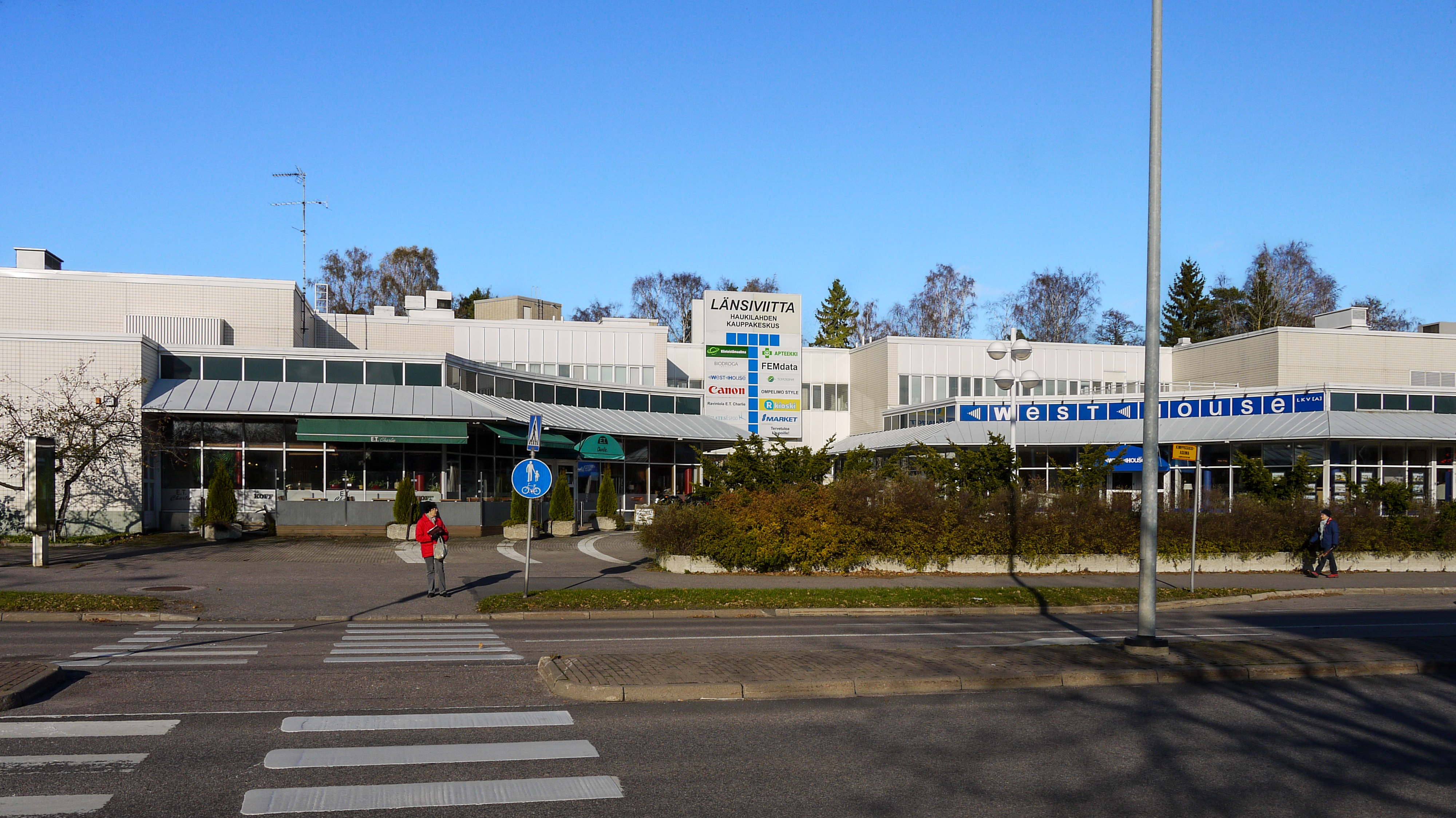
Centre commercial Länsiviitta.

Haukilahti compte le centre commercial Länsiviitta, ouvert dans les années 1990, et le Sorsakivi, ouvert en 1968.
Entre autres commerces, un S-market est a Länsiviitta et un K-Market à Sorsakivi,.

## Transports

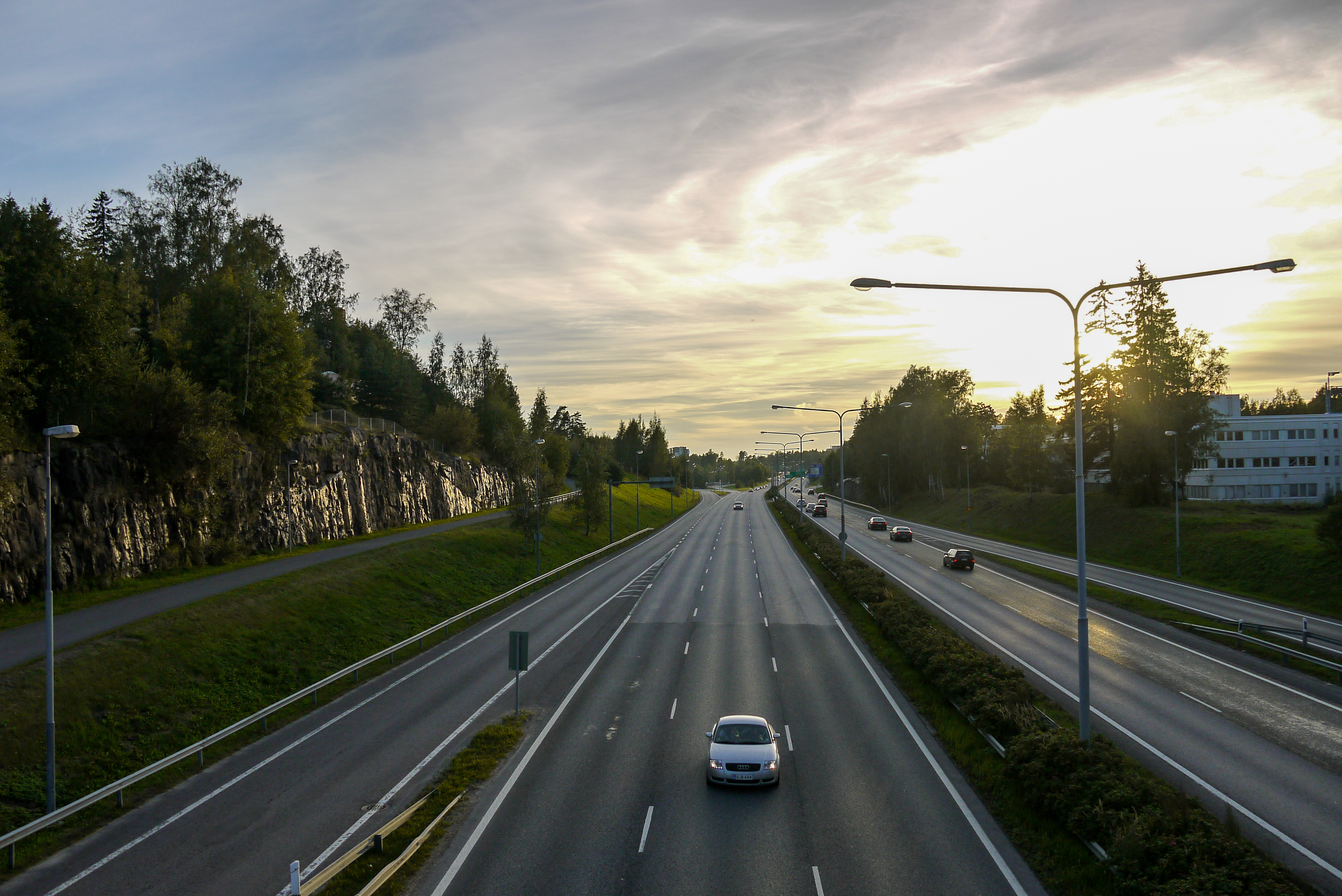
La Länsiväylä a Haukilahti.

### Cycles urbains
Sept stations de vélos de ville sont situées à Haukilahti au printemps 2018, lorsque le système des bicyclettes urbaines de Helsinki et Espoo s'est étendu au sud d'Espoo.
Le dispositif est opérationnel du début avril à la fin octobre,.

### Bus
En 2018, il y avait un total de 31 arrêts de transports publics dans le quartiers de Haukilahti.
Les lignes de HSL desservant le quartier sont :
| Ligne | Trajet                                                        | Réf.   |
| ----- | ------------------------------------------------------------- | ------ |
| 104   | Lauttasaari (M) – Westend – Haukilahti                        | [ 9 ]  |
| 111   | Otaniemi – Tapiola (M) – Westend – Matinkylä (M) – Hyljelahti | [ 10 ] |
| 112   | Tapiola (M) – Niittykumpu – Haukilahti – Matinkylä (M)        | [ 11 ] |
| 112N  | Kamppi – Lauttasaari (M) – Westend – Matinkylä (M) – Friisilä | [ 12 ] |

### Routes
Les liaisons routières du quartier avec Helsinki et Kirkkonummi sont assurées par la Länsiväylä.

### Maritimes
Haukilahti possède un port de plaisance avec un total de 637 places.
Il y a quatre clubs nautiques.
Du début juin au début septembre, il y a une navette par bateau entre le port à l'île  voisine d'Iso Vasikkasaari,.

## Galerie

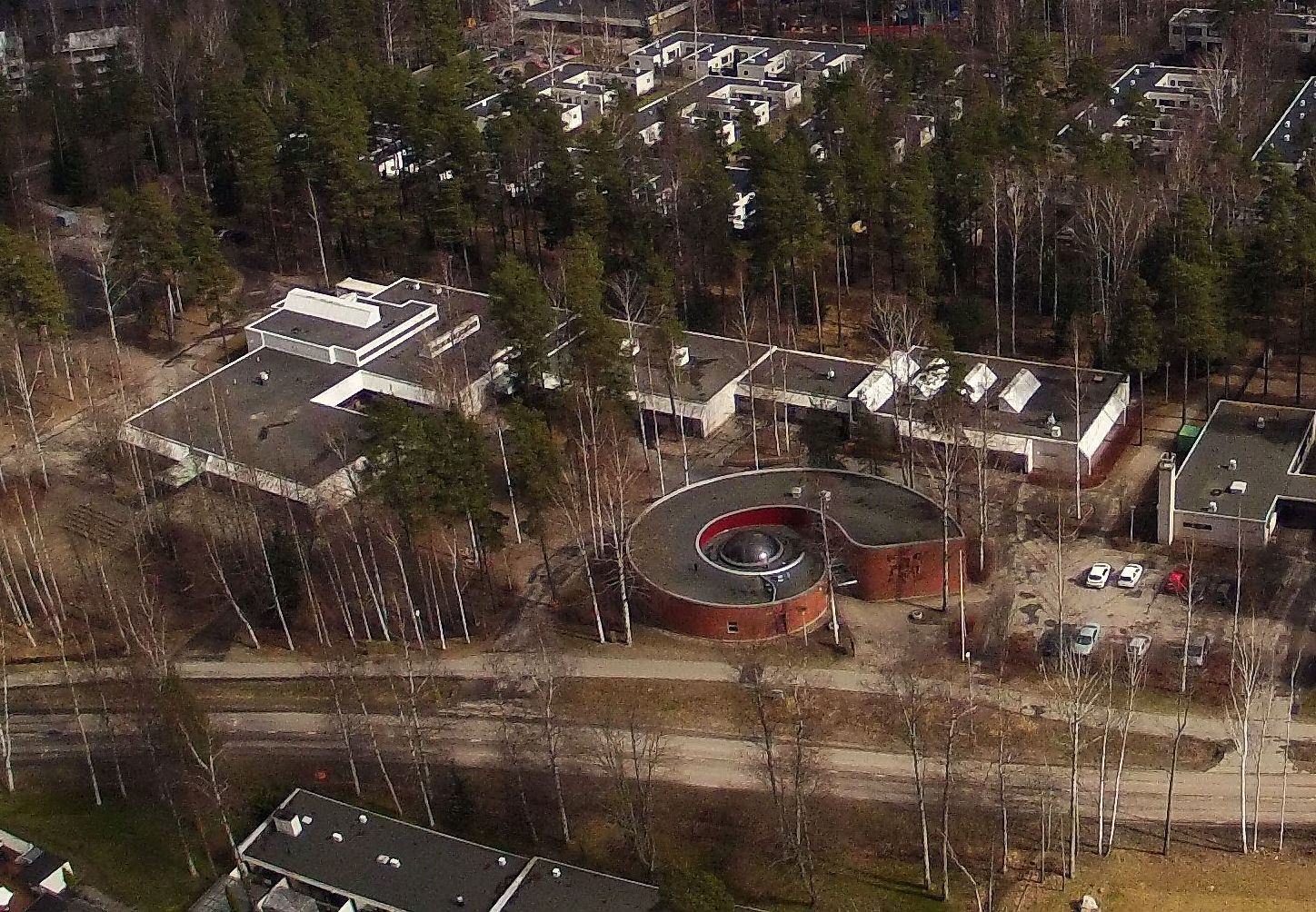
École de Toppelund.
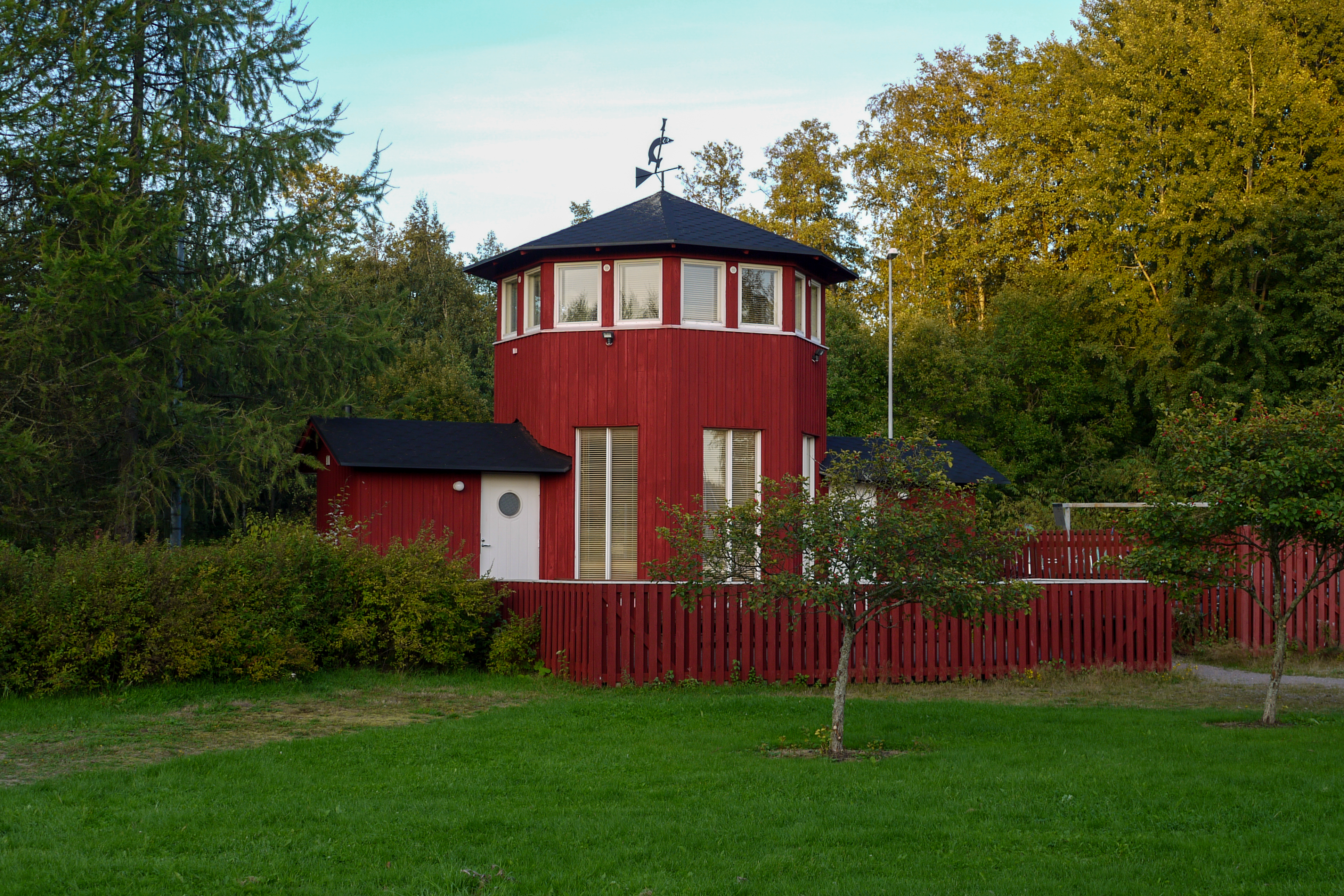
Le club nautique.
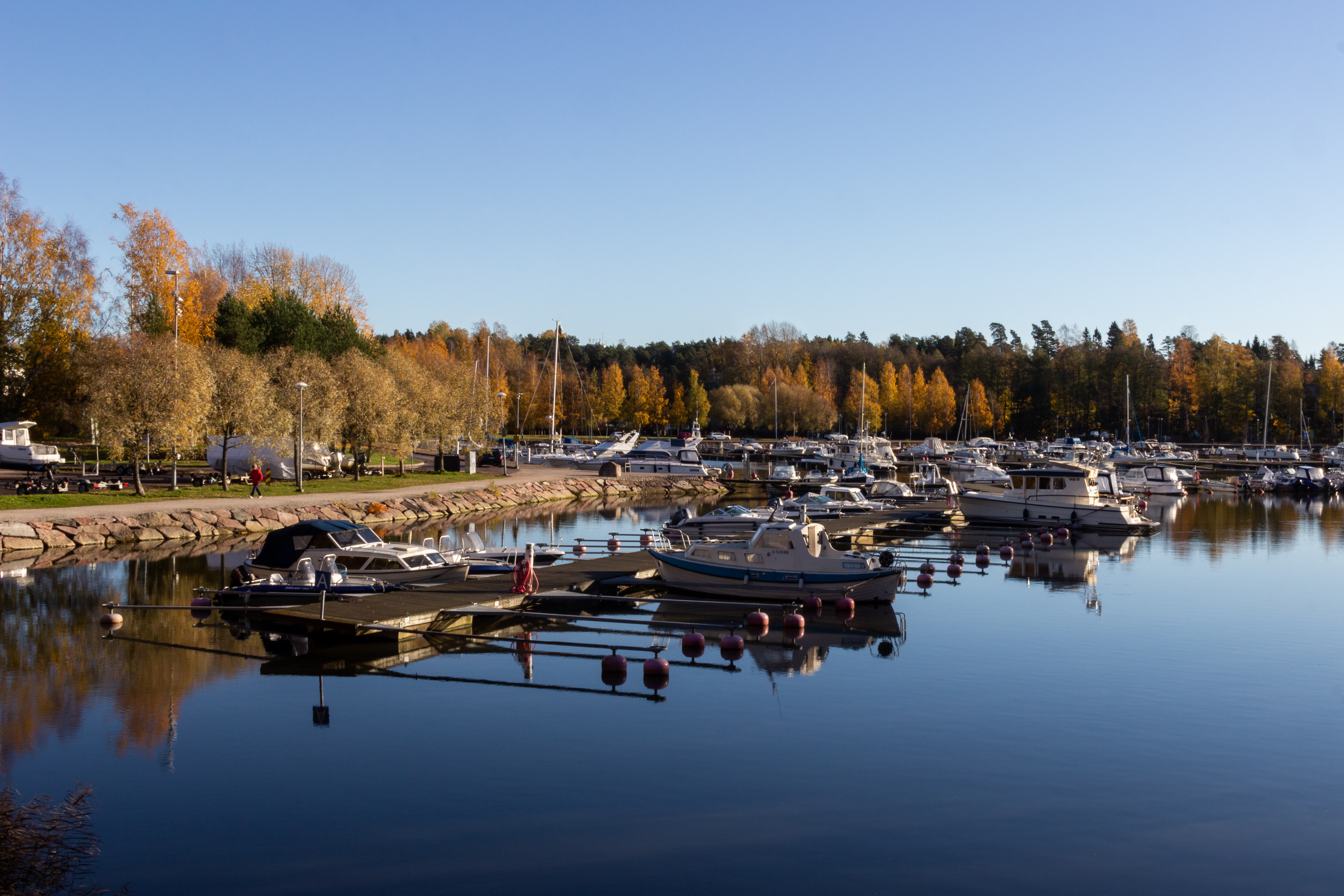
Marina de Haukilahti.
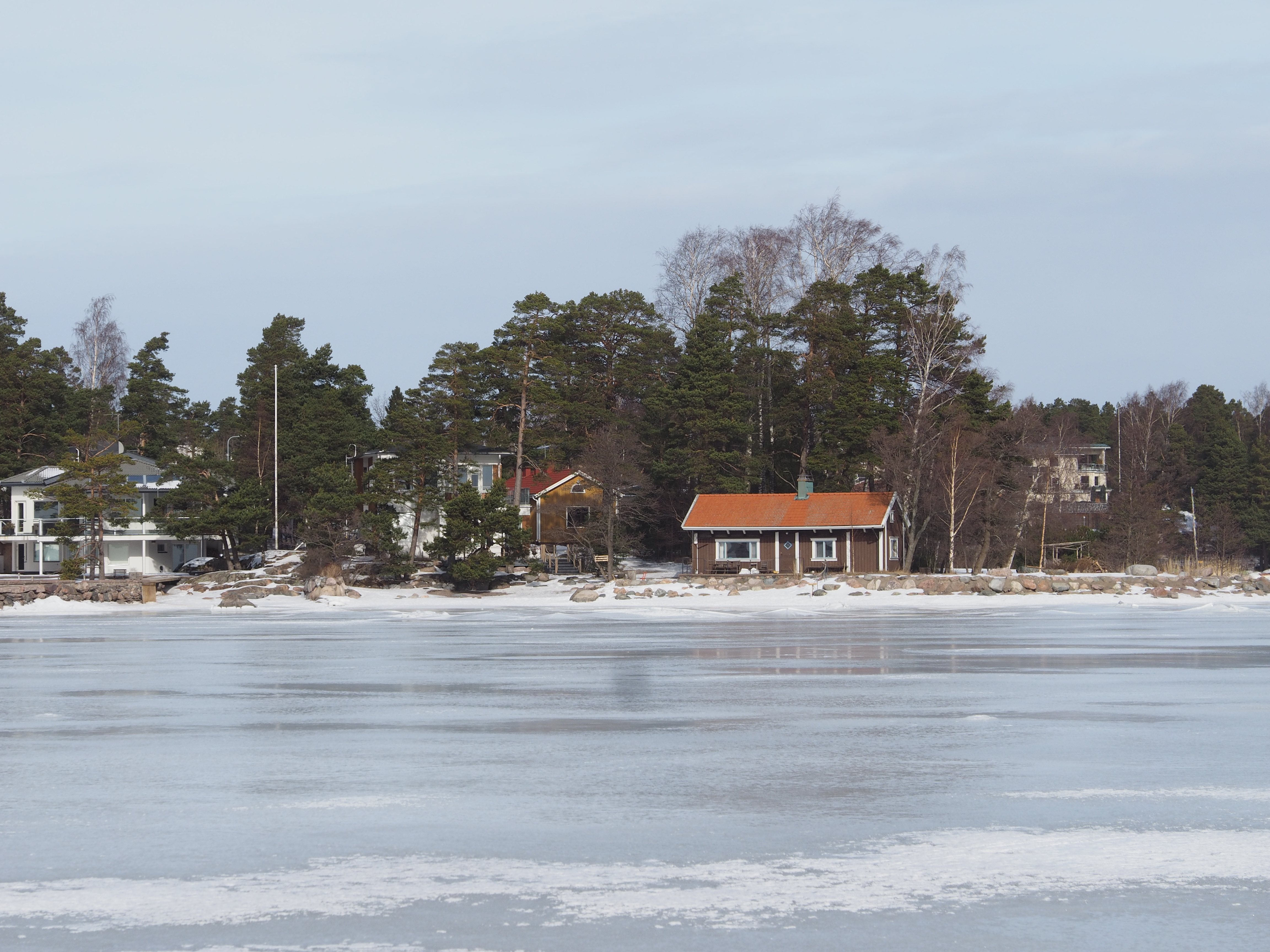
La mer Baltique gelée a Haukilahti.
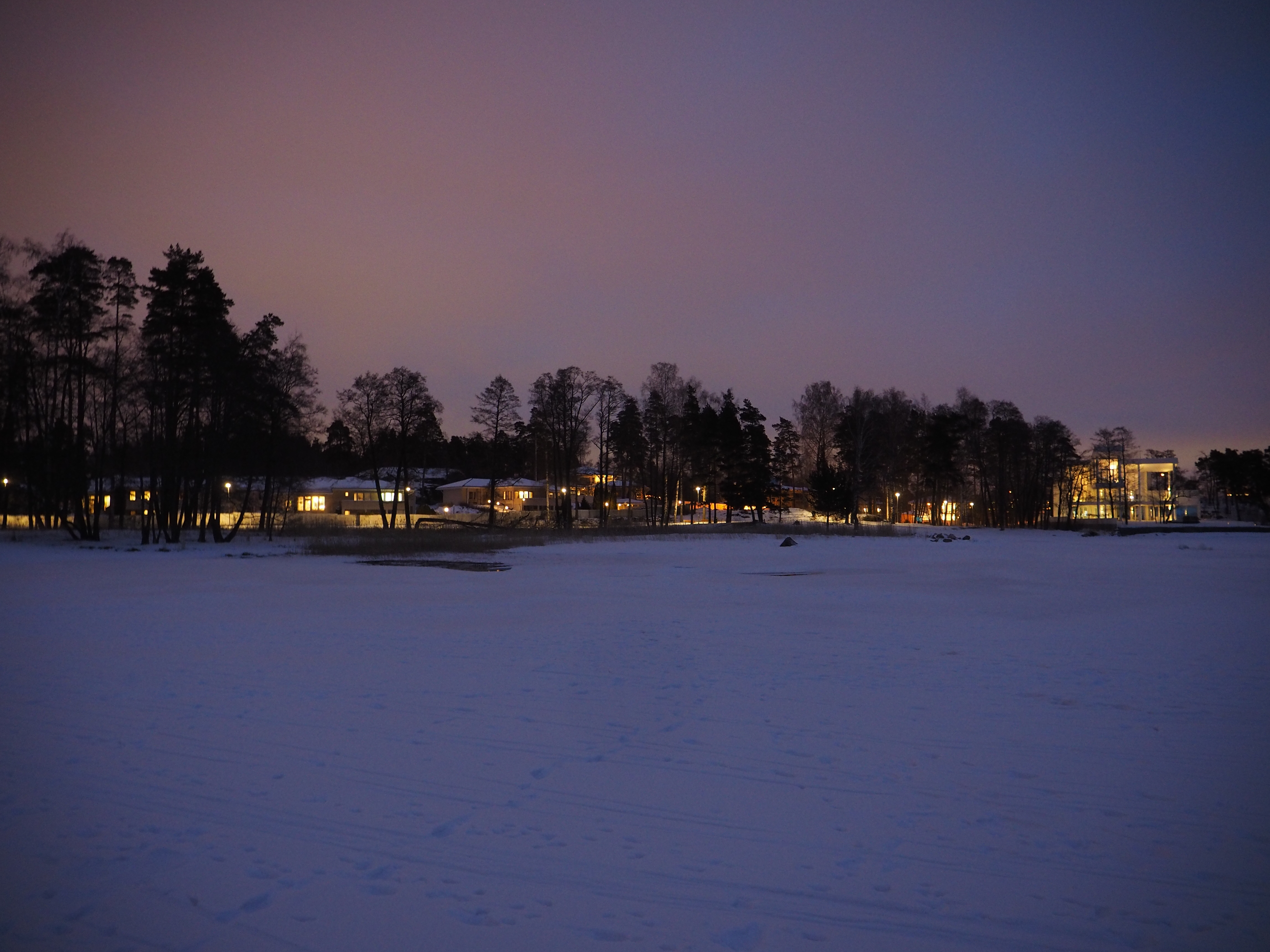
Maisons proche ee la plage de Toppelund.